# Gentianella aspera
Gentianella aspera är en gentianaväxtart som först beskrevs av Johannes Jacob Hegetschweiler och Oswald Heer, och fick sitt nu gällande namn av Dostál och Skalicky. Gentianella aspera ingår i släktet gentianellor, och familjen gentianaväxter. Inga underarter finns listade i Catalogue of Life.